# بیل فارمر
بیل فارمر (انگلیسی: Bill Farmer؛ زادهٔ ۱۴ نوامبر ۱۹۵۲) صدا پیشه و هنرپیشه اهل آمریکا است. وی از سال ۱۹۸۶ میلادی تاکنون مشغول فعالیت بوده‌است. وی گوینده کنونی صدای گوفی، پلوتو و هورس هورسکالر است که از شخصیت‌های دیزنی هستند. از فیلم‌هایی که وی در آن نقش داشته است می‌توان به یه فیلم مسخره، یه فیلم خیلی مسخره و کاسپر با وندی ملاقات می‌کند اشاره کرد.